# Championnat international de Formule 3000 1987
Navigation
Édition précédente Édition suivante
Le championnat international de F3000 1987 a été remporté par l'Italien Stefano Modena, sur une March-Cosworth de l'écurie Onyx Racing. 

## Règlement sportif
- L'attribution des points s'effectue selon le barème 9,6,4,3,2,1 (comme en Formule 1 à la même période).
- Seuls les sept meilleurs résultats sont retenus.

## Calendrier
| No. | Date         | Evenement                     | Circuit                       | Lieu                       | Pays        |
| --- | ------------ | ----------------------------- | ----------------------------- | -------------------------- | ----------- |
| 1   | 12 avril     | BRDC International Trophy     | Circuit de Silverstone        | Silverstone                | Royaume-Uni |
| 2   | 10 mai       | Gran Premio di Roma           | Circuit de Vallelunga         | Campagnano di Roma         | Italie      |
| 3   | 16 mai       | F1 Grand Prix de Belgique     | Circuit de Spa-Francorchamps  | Francorchamps              | Belgique    |
| 4   | 8 juin       | Grand Prix de Pau             | Circuit de Pau-Ville          | Pau                        | France      |
| 5   | 28 juin      | Donington                     | Donington Park                | Castle Donington           | Royaume-Uni |
| 6   | 19 juillet   | Gran Premio del Mediterraneo  | Circuit d'Enna-Pergusa        | Enna                       | Italie      |
| 7   | 23 août      | Daily Mail Trophy             | Circuit de Brands Hatch       | Longfield                  | Royaume-Uni |
| 8   | 31 août      | Halfords Birmingham Superprix | Circuit de Birmingham         | Birmingham                 | Royaume-Uni |
| 9   | 13 septembre | Trofeo Elio de Angelis        | Autodromo Enzo e Dino Ferrari | Imola                      | Italie      |
| 10  | 27 septembre | Grand Prix du Mans F3000      | Circuit Bugatti               | Le Mans                    | France      |
| 11  | 11 octobre   | Gran Premio de Madrid         | Circuit permanent du Jarama   | San Sebastián de los Reyes | Espagne     |

## Classement des pilotes
| Classement | Pilote                | Pays        | Voiture                      | Écurie        | Nombre de points |
| ---------- | --------------------- | ----------- | ---------------------------- | ------------- | ---------------- |
| 1er        | Stefano Modena        | Italie      | March-Cosworth               | Onyx          | 40 (41)          |
| 2e         | Luis Pérez-Sala       | Espagne     | Lola-Cosworth                | Lola          | 33               |
| 3e         | Roberto Moreno        | Brésil      | Ralt-Honda                   | Ralt          | 30               |
| 4e         | Mauricio Gugelmin     | Brésil      | Ralt-Honda                   | Ralt          | 29               |
| 5e         | Yannick Dalmas        | France      | March-Cosworth               | Oreca         | 20               |
| 6e         | Michel Trollé         | France      | Lola-Cosworth                | GDBA          | 16,5             |
| 7e         | Julian Bailey         | Royaume-Uni | Lola-Cosworth                | GA            | 12               |
| 8e         | Gabriele Tarquini     | Italie      | March-Cosworth               | First         | 12               |
| 9e         | Lamberto Leoni        | Italie      | March-Cosworth March-Judd    | First         | 12               |
| 10e        | Russell Spence        | Royaume-Uni | March-Cosworth               | Murray Taylor | 10               |
| 11e        | John Jones            | Canada      | Lola-Cosworth                | Lola          | 8                |
| 11e        | Pierluigi Martini     | Italie      | Ralt-Cosworth                | Pavesi        | 8                |
| 13e        | Pierre-Henri Raphanel | France      | March-Cosworth               | Onyx          | 7                |
| 14e        | Michel Ferté          | France      | Lola-Cosworth                | BS Automotive | 5                |
| 15e        | Mark Blundell         | Royaume-Uni | Lola-Cosworth                | Fleetray      | 5                |
| 16e        | Andy Wallace          | Royaume-Uni | March-Cosworth Lola-Cosworth | Madgwick      | 4,5              |
| 17e        | Olivier Grouillard    | France      | March-Cosworth               | Oreca         | 4                |
| 18e        | Paul Belmondo         | France      | Lola-Cosworth                | GDBA          | 2                |
| 19e        | Alfonso de Vinuesa    | Espagne     | Lola-Cosworth                | BS Automotive | 1                |
| 19e        | Marco Apicella        | Italie      | Dallara-Cosworth             | EuroVenturini | 1                |
| 21e        | Gary Evans            | Royaume-Uni | Ralt-Cosworth                | GEM           | 0,5              |